# Паметник на Любен Каравелов (Балчик)
Паметникът на Любен Каравелов е паметник, намиращ се в град Балчик на ул. Черно море.
Паметникът е подарък на град Балчик от роденият в него скулптор Борис Караджов (1906 – 1982), който е обучаван в Румъния от меценати и където е известен там под името Борис Караджа.